# Pia Maria Martin
Pia Maria Martin (* 1974 in Altdorf bei Nürnberg) ist eine deutsche Künstlerin. Zu ihrem Werk gehören Filme sowie Videos und Installationen. Sie lebt und arbeitet in Stuttgart und Nizza.

## Leben und Werk
Pia Maria Martin studierte von 1997 bis 2003 an der Staatlichen Akademie der Bildenden Künste in Stuttgart. Der Fokus ihres künstlerischen Tätigkeitsfelds ist der animierte Film. Ihre durch Einzelbildschaltung (Stop-Motion) entstehenden Trickfilme und die Verwendung von nicht-digitalen Techniken (16 mm Film) ergründen und zeigen die Konstruktionsmechanismen des Mediums Film und das zugehörige Zusammenspiel von Bild und Ton sowie Schnitt und Beleuchtung.
Die farbliche Brillanz des 16 mm Materials und den Rückgriff auf die Tradition des Trickfilms, der noch ohne digitale Effekte auskommt, kombiniert Martin mit animierten Protagonisten aus unserer Alltagswelt und erzeugt so opulente Bilder und surreale Szenen, welche die Welt des Kinos und dessen Wirkung reflektieren. Ihre Kurzfilme verbinden dabei Witziges und Abgründiges: Ein geschlachtetes, gerupftes Huhn näht sich wieder zusammen, Klappstühle marschieren zu einer Massenparade auf, ein altmeisterliches Stillleben fault im Zeitraffer vor sich hin.
Seit 2013 ist Pia Maria Martin Professorin für Video und Bewegtes Bild an der Villa Arson in Nizza.

## Ausstellungen (Auswahl)

### Einzelausstellungen
- 2018 Pia Maria Martin, Deutsches Fleischermuseum, Böblingen[3]
- 2015 IN PERSONA. Werkschau, Internationales Trickfilm-Festival Stuttgart (ITFS)

- 2013 Tirage 16, Stiftung Centre Culturel Franco-Allemand, Karlsruhe
- 2012 STILL, The McLoughlin Gallery, San Francisco
- 2011 Vivace, Kunsthalle Göppingen, Göppingen
- 2006 Pia Maria Martin, Kunststiftung Baden-Württemberg, Stuttgart
- 2000 Tunnel of Horror, University of Fine Art, Derby

### Gruppenausstellungen
- 2018 Relations, Kunstkraftwerk Leipzig, Leipzig

- 2017 Resonanzen. 40 Jahre Kunststiftung Baden-Württember, ZKM[4]
- 2016 danse macabre. Der Totentanz in der zeitgenössischen Kunst, Museum für Kommunikation, Bern
- 2015 lose Bande. 38 Positionen aus der Wagenhalle Stuttgart, Städtische Galerie, Offenburg

## Preise und Stipendien
- 2004 Atelierstipendium, Künstlerhaus Stuttgart
- 2005 Preis der Kunststiftung Baden-Württemberg
- 2007 Atelierstipendium der Staatlichen Akademie der Bildenden Künste Stuttgart
- 2008 Kunstfonds, Bonn
- 2009 Förderung durch die Karin Abt-Straubinger-Stiftung
- 2010 Cité des Arts, Paris
- 2013 Kulturpreis der Baden-Württemberg-Stiftung

## Publikationen (Auswahl)
- Pia Maria Martin: über meine Arbeit / about my work, Kerberverlag 2013, ISBN 978-3-86678-927-2
- Pia Maria Martin, Karin Schick: Pia Maria Martin, Stuttgart Kunstmuseum 2006 (Ausstellungskatalog)